# Camponotus grandidieri
Camponotus grandidieri är en myrart som beskrevs av Auguste-Henri Forel 1886. Camponotus grandidieri ingår i släktet hästmyror, och familjen myror.

## Underarter
Arten delas in i följande underarter:
- C. g. atrabilis
- C. g. comorensis
- C. g. grandidieri
- C. g. mendax
- C. g. ruspolii

## Bildgalleri

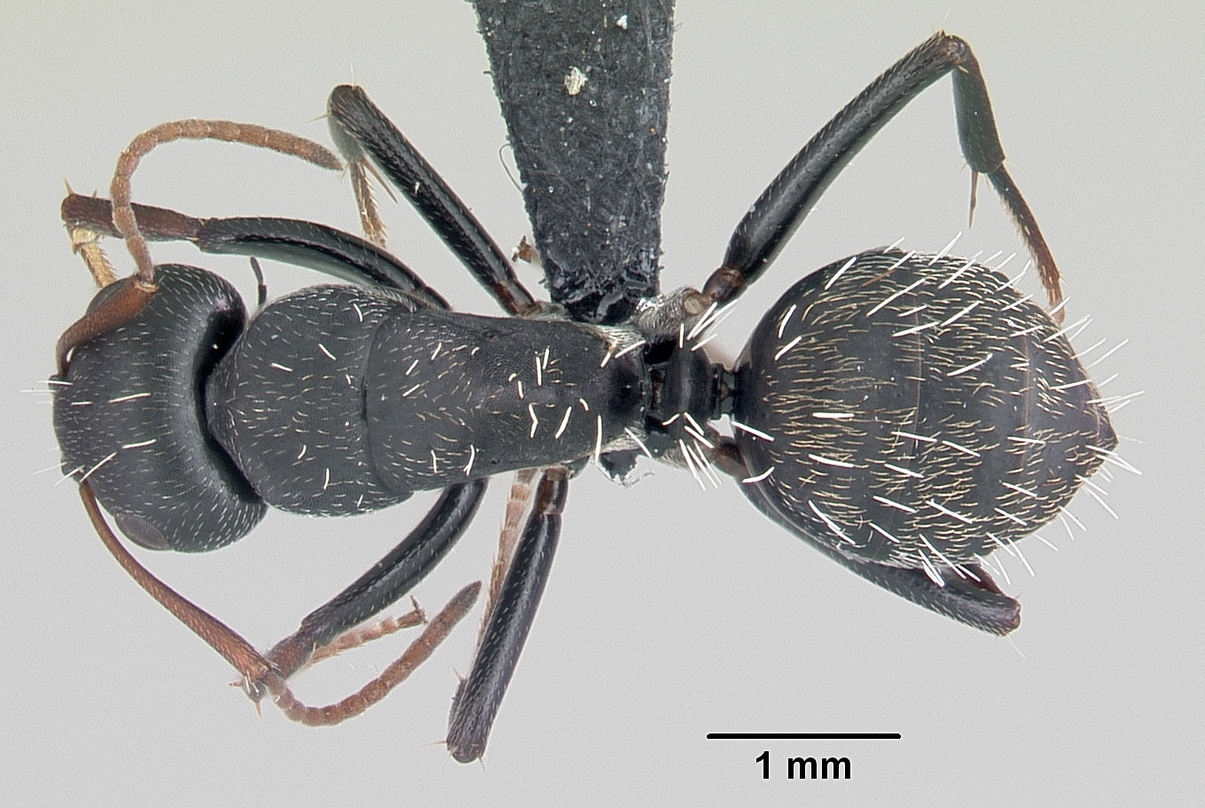
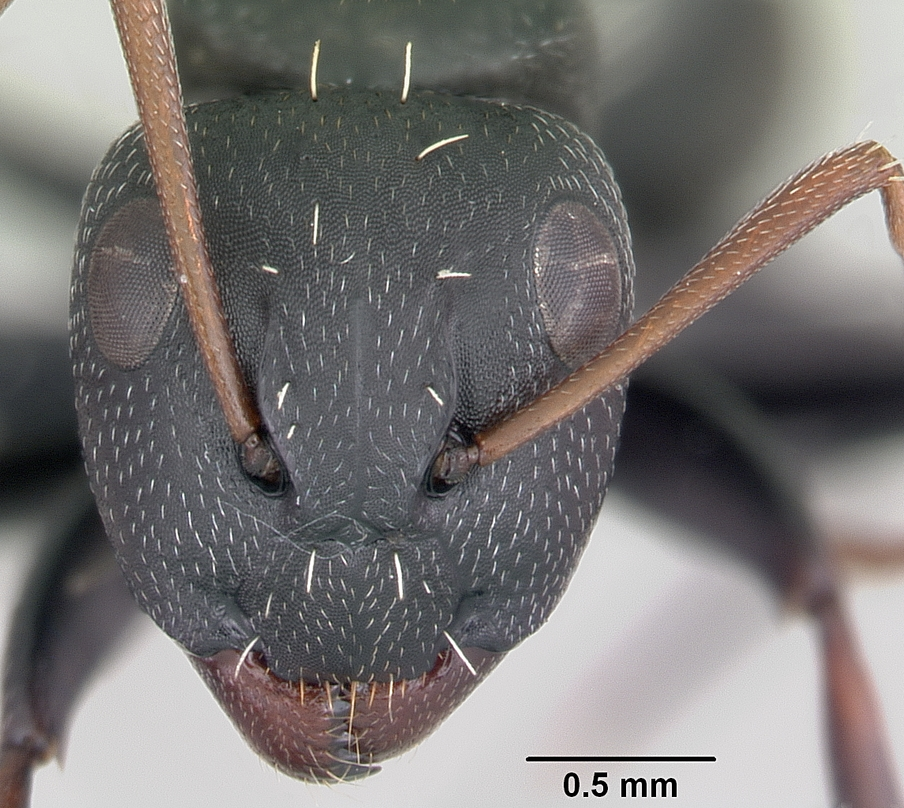
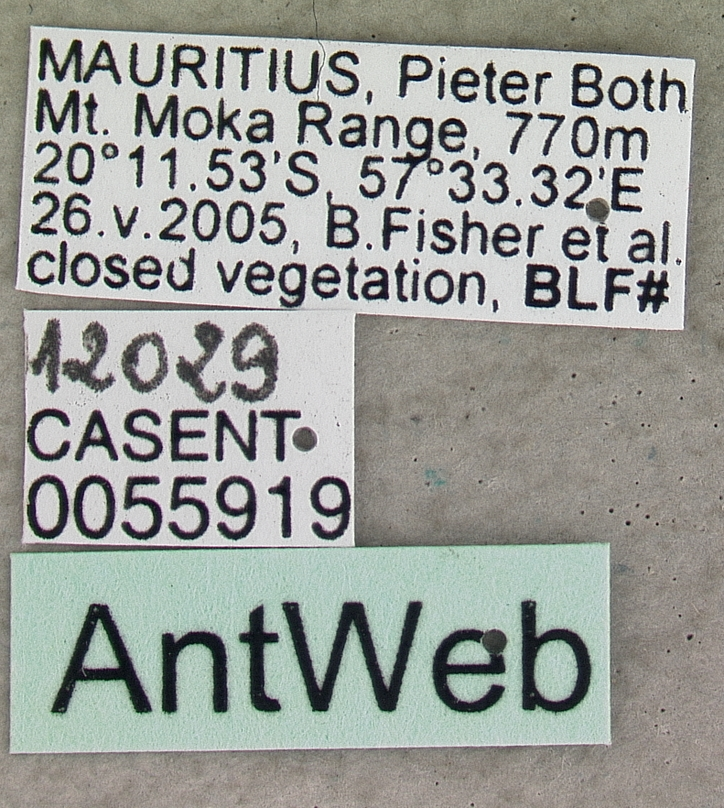
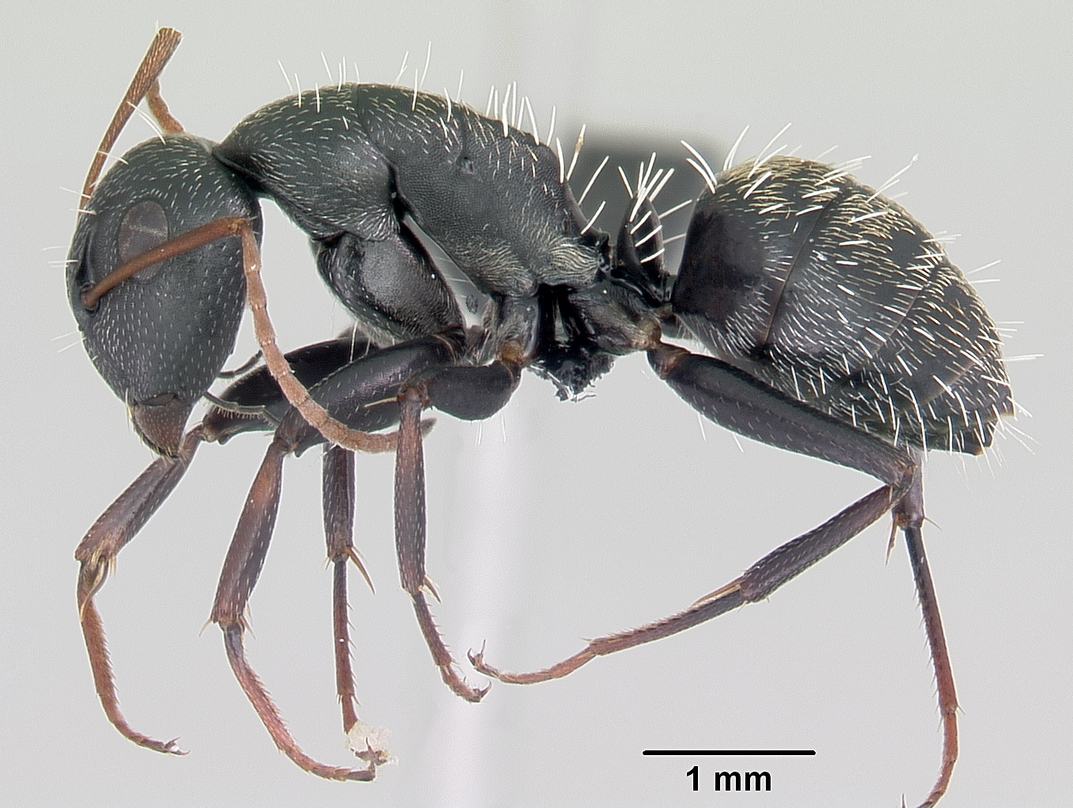
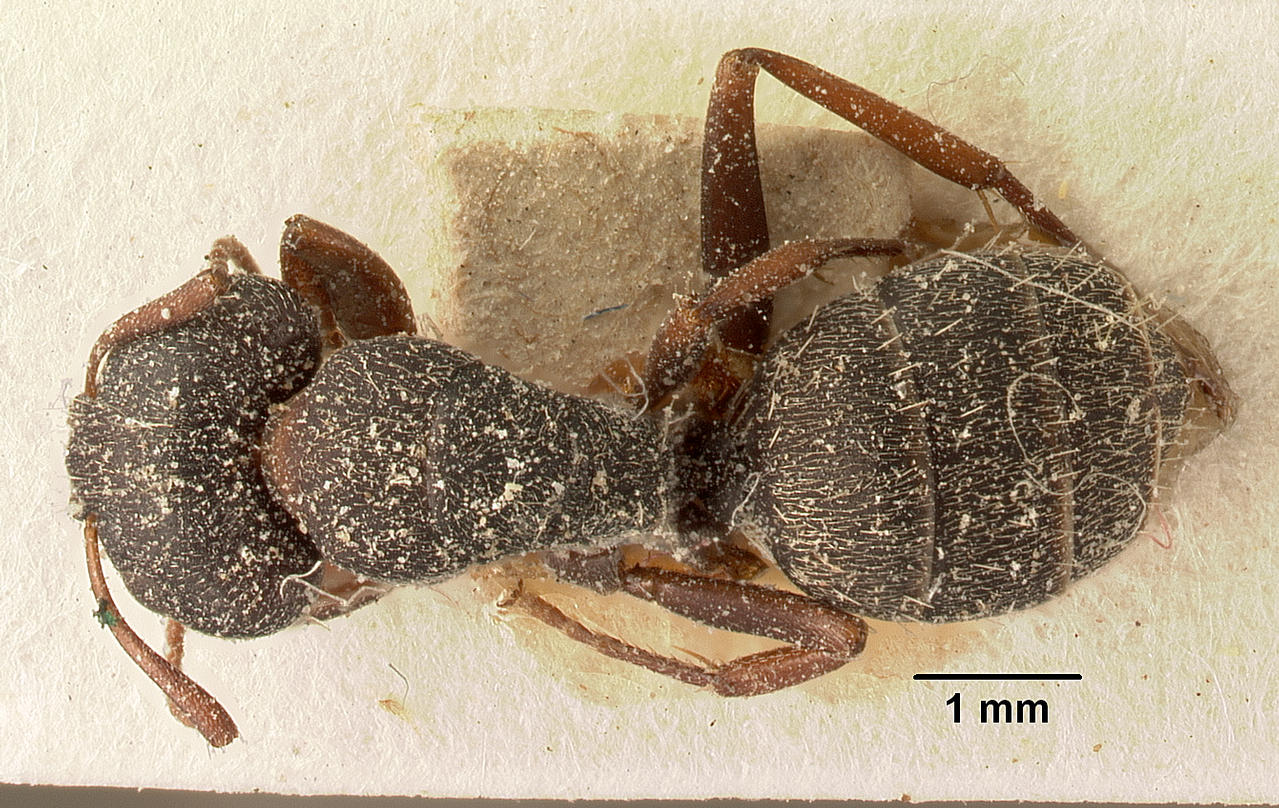
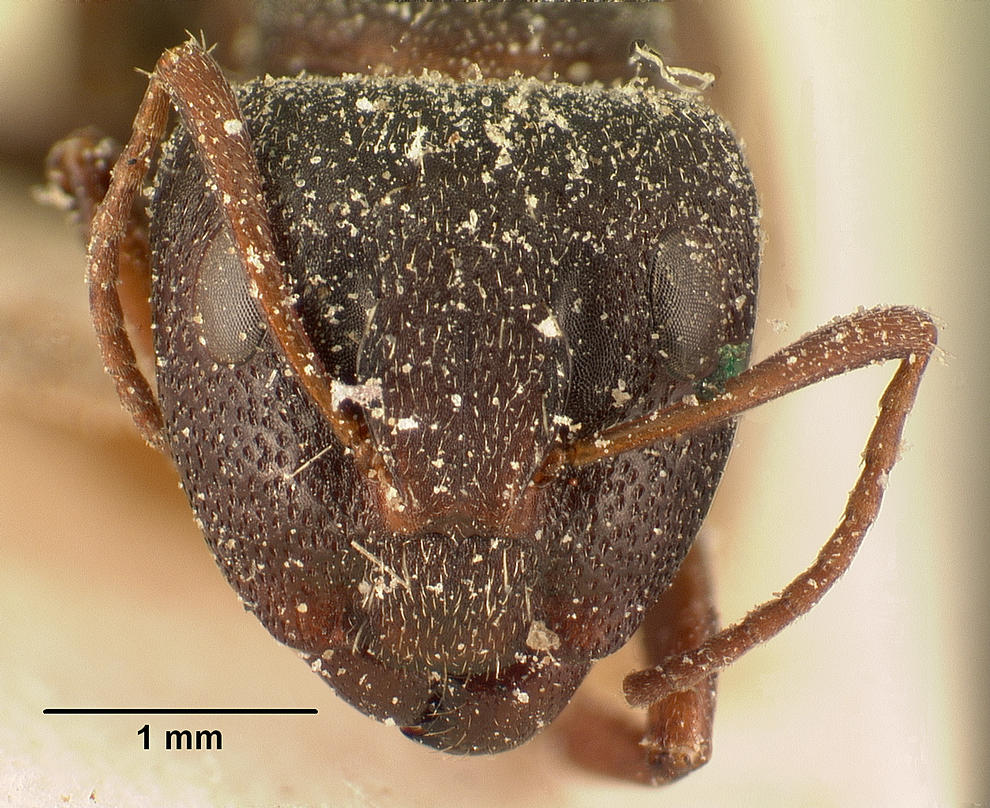